# Стоун, Кристофер (радиоведущий)
Кристофер Рейнолдс Стоун (англ. Christopher Reynolds Stone; 19 сентября 1882 — 22 мая 1965) — британский радиоведущий, считающийся первым диджеем в истории Великобритании.
Окончил Итонский колледж, затем служил в армии в полку королевских фузилёров, выйдя в отставку в чине майора. В 1923 г. опубликовал книгу по истории своего полка. В том же году занял пост редактора в музыкальном журнале The Gramophone, основанном его свояком писателем Комптоном Маккензи.
После долгих переговоров с корпорацией BBC Стоуну удалось убедить радиовещателей в целесообразности трансляции музыкальных записей, и 7 июля 1927 года в эфир вышла его первая программа. Быстрому росту популярности Стоуна способствовал его неформальный, раскованный стиль, контрастировавший с манерой большинства дикторов BBC.
На протяжении 1930-х гг. Стоун работал на различных коммерческих радиостанциях, в 1937 г. на одной из них начал вести первую ежедневную программу для детей. Затем он вернулся на BBC и в 1941 г. вызвал политический скандал, поздравив в эфире с днём рождения итальянского короля Виктора Эммануила III — номинального главу государства, с которым Великобритания находилась в состоянии войны.